# Kingsmeadow
Le Kingsmeadow, aussi connu sous le nom de Cherry Red Records Stadium pour des raisons de naming, est un stade de football anglais situé à Norbiton, dans le district de Kingston upon Thames, à Londres.
Le stade sert de domicile pour l'équipe féminine de Chelsea, mais aussi pour son équipe masculine des moins de 21 ans (en).

## Histoire
Le stade sert de domicile au Kingstonian jusqu'au 22 avril 2017 ainsi qu'à l'AFC Wimbledon jusqu'en mai 2020.

## Tribunes
- Tribune Paul Strank (nord-ouest)
- Tribune John Green (sud-est)
- Chemflow End (sud-ouest)
- Tribune RyGas (nord-est)

## Galerie

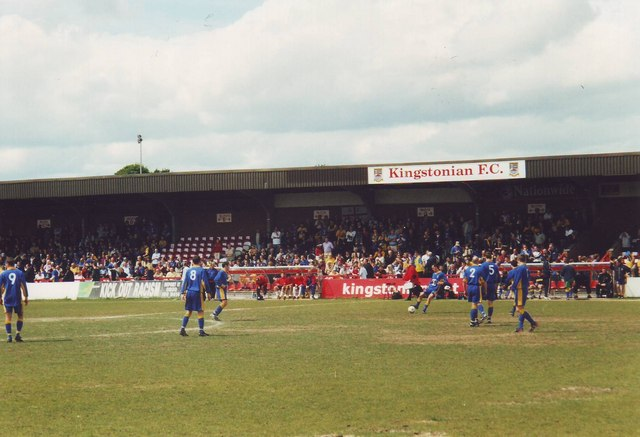
Kingsmeadow en 2003
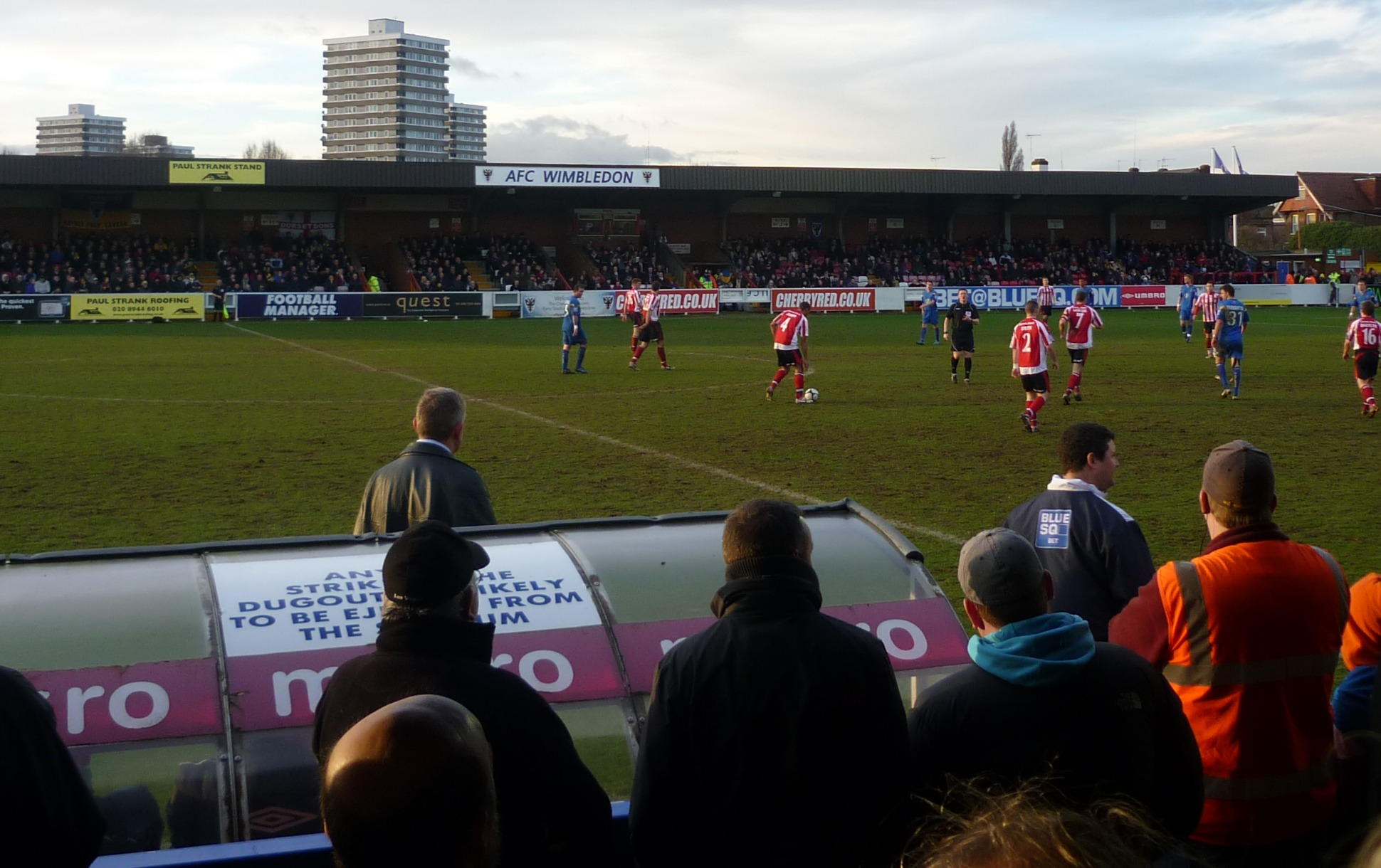
Kingsmeadow en 2011